# Marcin Dumnicki
Marcin Dumnicki (ur. 4 grudnia 1977) – polski matematyk, doktor habilitowany nauk matematycznych. Specjalizuje się w algebrze komputerowej oraz geometrii algebraicznej. Adiunkt Katedry Geometrii Algebraicznej i Teorii Liczb Instytutu Matematyki Wydziału Matematyki i Informatyki Uniwersytetu Jagiellońskiego.

## Życiorys
Matematykę ukończył na Uniwersytecie Jagiellońskim w 2001, gdzie następnie rozpoczął studia doktoranckie. Stopień doktorski uzyskał w 2005 broniąc pracy pt. Minimalne bazy wielowymiarowej interpolacji dla generycznych węzłów przygotowanej pod kierunkiem Tadeusza Winiarskiego. Habilitował się w 2016 na podstawie oceny dorobku naukowego i cyklu publikacji pt. Algorytmiczne podejście do niewyjątkowości systemów liniowych.
Swoje prace publikował w takich czasopismach jak m.in. „Journal of Algebra”, „Annales Polonici Mathematici”, „Journal of Symbolic Computation”, „Advances in Mathematics", „Journal of Pure and Applied Algebra" oraz „Proceedings of the American Mathematical Society”.
Od 2020 wicedyrektor Instytutu Matematyki UJ ds. dydaktycznych. Prezes Stowarzyszenia Kraków Miastem Rowerów.